# Naine brune

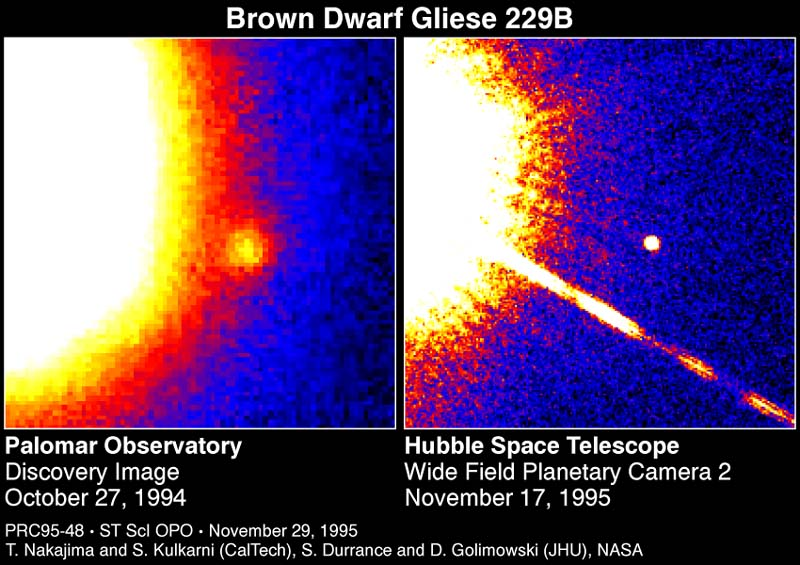
Gliese 229 B (au milieu des deux vues), à gauche : vue de l'observatoire du Mont Palomar, à droite : Télescope spatial Hubble (NASA).

Une naine brune est, d'après la définition provisoire adoptée, en 2003, par l'Union astronomique internationale, un objet substellaire dont la vraie masse est inférieure à la masse minimale nécessaire à la fusion thermonucléaire de l'hydrogène mais supérieure à celle nécessaire à la fusion thermonucléaire du deutérium, correspondant à une masse située entre 13  et 75 fois la masse de Jupiter (MJ). En d'autres termes, il s'agit d'un objet insuffisamment massif pour être considéré comme une étoile mais plus massif qu'une planète géante. Il y a un accord sur la limite supérieure en deçà de laquelle une naine brune ne peut entretenir la réaction de fusion nucléaire de l'hydrogène : moins de 0,07 masse solaire pour une composition chimique solaire. La limite inférieure quant à elle ne fait pas unanimité ; un critère couramment retenu est la capacité à fusionner le deutérium, ce qui correspond à environ 13 MJ pour une métallicité solaire.
La classification spectrale des naines brunes a motivé une extension de celle des étoiles : elles ont pour type spectral M (rouge), L, T, voire Y pour les plus froides.
L'énergie lumineuse d'une naine brune est quasi exclusivement tirée de l'énergie potentielle gravitationnelle, transformée en énergie interne par contraction, contrairement à une étoile de la séquence principale qui tire son énergie des réactions nucléaires. La contraction s'achève lorsque se produit la dégénérescence de la matière, la naine brune a alors un diamètre de l'ordre de celui de la planète Jupiter. En l'absence d'autre source d'énergie, une naine brune se refroidit au cours de son existence, et parcourt les types spectraux M, L et T ; ceci diffère d'une étoile de la séquence principale dont la température effective et le type spectral restent sensiblement constants.
Bien que leur existence fût postulée dès les années 1960, c'est seulement depuis le milieu des années 1990 qu'on a pu établir leur existence.

## Terminologie

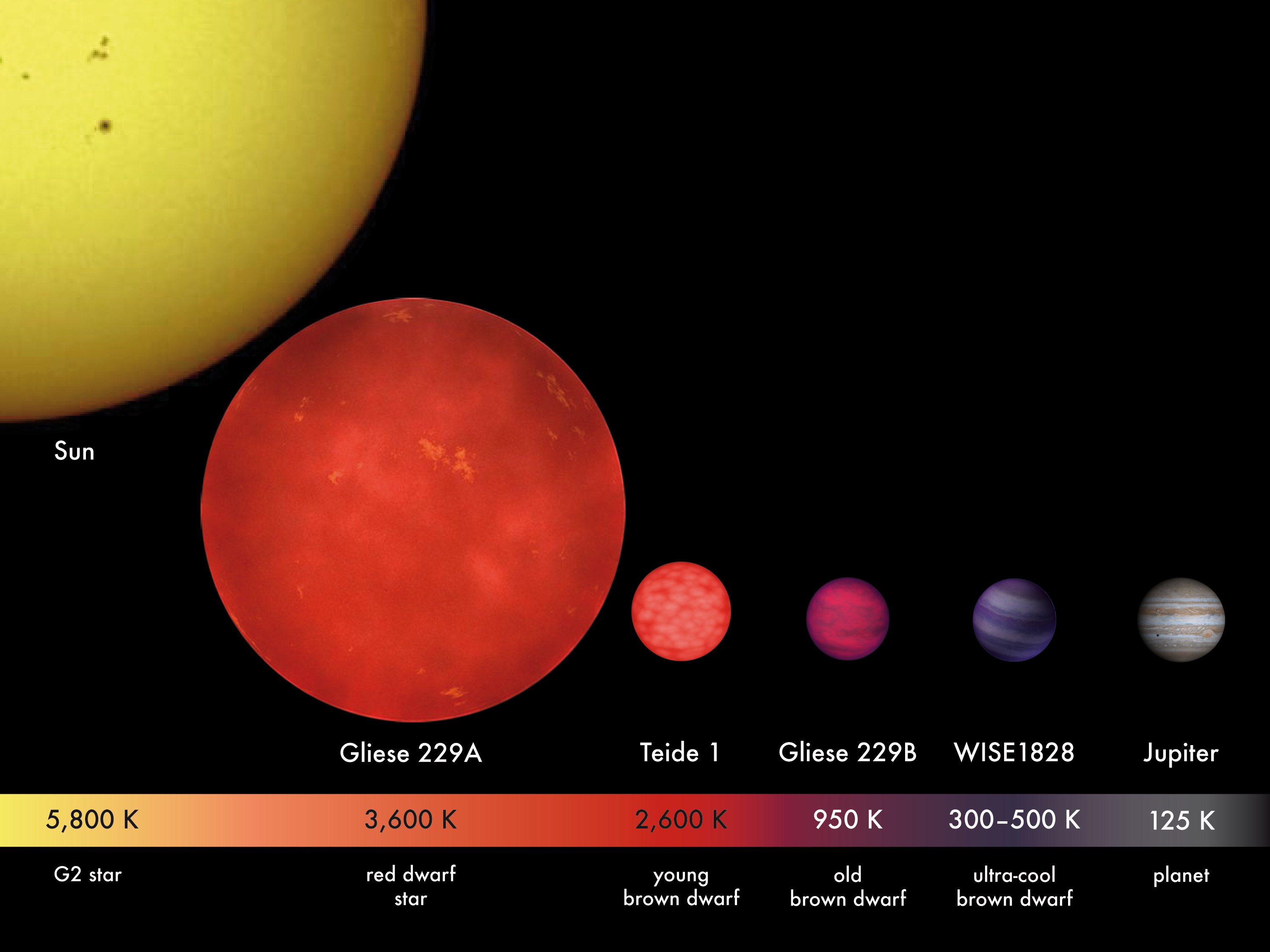
Comparaison de tailles des différents types d'étoiles

Naine brune est le calque de l'anglais brown dwarf — composé de brown (« brun(e) ») et de dwarf (« nain(e) ») — qui a été introduit, en 1975, par l'astronome américaine Jill Tarter.
Ce nom, ellipse d'« étoile naine brune », provient de la logique des noms donnés aux étoiles de la séquence principale (« naines ») en fonction de leur couleur (laquelle dépend de leur masse) : naines jaunes (comme le Soleil), naines orange puis naines rouges pour les moins massives, et enfin donc naines brunes pour les objets de masse encore plus faible.
Antérieurement, plusieurs termes avaient été utilisés pour désigner ces objets, tels que planetar ou substar, diminutif du terme général objet substellaire, ou encore « naine noire ». Néanmoins il convient de distinguer les naines brunes de ce que l'on appelle aujourd'hui naine noire, objets très différents : une naine noire est, en quelque sorte, le dernier stade d'une naine blanche, alors qu'une naine brune est un genre d'étoile « ratée », ayant une masse insuffisante pour démarrer ou maintenir les réactions de fusion nucléaire qui ont lieu dans les « vraies » étoiles.

## Histoire
Dès les années 1960, on postule l'existence de corps de masse trop faible pour entretenir la combustion stable de l'hydrogène (Kumar 1963). 
Puisque les naines brunes n'émettent qu'un faible rayonnement, principalement dans l'infrarouge (un domaine de longueur d'onde pour lequel les détecteurs sont restés longtemps très peu sensibles), elles n'ont pas été détectées avant de nombreuses années.
C'est en 1995 qu'on a observé pour la première fois des naines brunes. D'abord, Teide 1, un objet de 40 à 60 fois la masse de Jupiter a été découvert dans les Pléiades,. Quelques mois plus tard, la découverte de Gliese 229 B, une naine brune de 20 à 50 fois la masse de Jupiter, est annoncée. Cette dernière se trouve en orbite autour d'une étoile de faible masse, Gliese 229.

## Caractéristiques

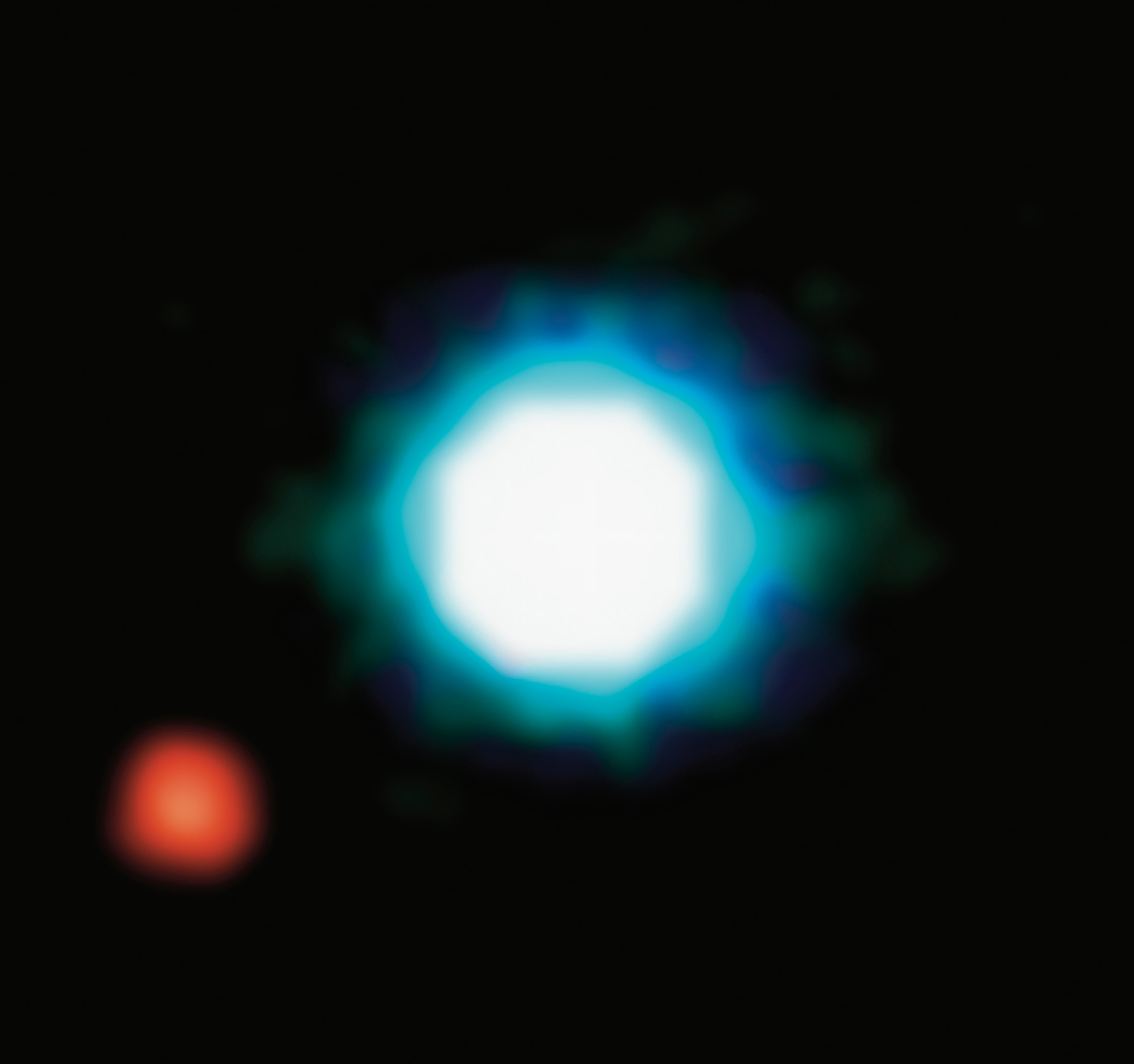
La naine brune 2M1207, (au centre), et une exoplanète orbitant autour (à gauche).

Les naines brunes ont une masse qui se situe entre les planètes les plus massives et les étoiles les moins massives. En raison de cette masse trop faible, la température et la pression du cœur ne sont pas suffisantes pour maintenir les réactions de fusion nucléaire de l'hydrogène. Une naine brune peut, à une certaine époque, avoir réussi à démarrer des réactions de fusion, mais n'avoir jamais atteint un état stable et avoir fini par « s'éteindre ». C'est en quelque sorte une étoile avortée. Une fois la courte phase de réactions nucléaires terminée, la chaleur émise par une naine brune provient uniquement de sa contraction gravitationnelle via le mécanisme de Kelvin-Helmholtz.
En général, on considère qu'une naine brune doit avoir une masse supérieure à 13 fois celle de Jupiter, ce qui est la masse minimale pour que l'astre puisse fusionner du deutérium, et inférieure à 0,07 masse solaire, masse au-dessus de laquelle les réactions de fusion (de l'hydrogène) peuvent s'enclencher durablement,. 
Alternativement, il a été proposé qu'une naine brune se distingue d'une planète géante gazeuse par son mode de formation. En effet, la plupart des naines brunes flottent seules dans l'espace[réf. nécessaire]. Cela confirme qu'elles se forment comme des étoiles, c'est-à-dire de la fragmentation d'un nuage moléculaire, et non comme des planètes, qui naissent plutôt dans l'effondrement local d'un disque présent autour d'une étoile.  
La découverte d'une naine brune entourée d'un disque protoplanétaire (voir Cha 110913-773444) laisse à supposer que la formation des planètes, sous-produits naturels de la formation stellaire, est possible aussi autour des naines brunes.
On qualifie une naine brune de froide à 1 000 °C, et de chaude à partir de 2 000 °C. La chaleur émise par une naine brune étant le résidu de sa formation, une jeune naine brune sera plutôt chaude, puis se refroidira lentement au cours de son existence. D'ailleurs, les jeunes naines brunes ont des températures de surface semblables à celles des étoiles peu massives et plus âgées et en sont presque indifférenciables. Ce n'est qu'après quelques dizaines à quelques centaines de millions d'années (selon la masse de la naine brune) que celles-ci atteignent les températures des étoiles les plus froides (environ 1 800 K). Quand les naines brunes atteignent des âges de plusieurs milliards d'années, elles ont des températures de surface allant de 400 K à 1 000 K, les rendant peu différentes à ce niveau de certaines géantes gazeuses supermassives.

### Exoplanète
La première exoplanète orbitant autour d'une naine brune est découverte en 2004. Il s'agit de la planète 2M1207 b, compagne de 2M1207. La masse de ce corps est estimée entre 3 et 10 fois celle de Jupiter.

## Les différents types de naines brunes

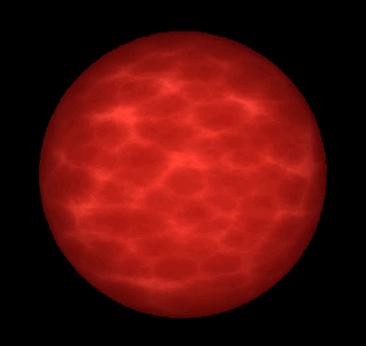
Vue d'artiste d'une naine brune de type « L ».

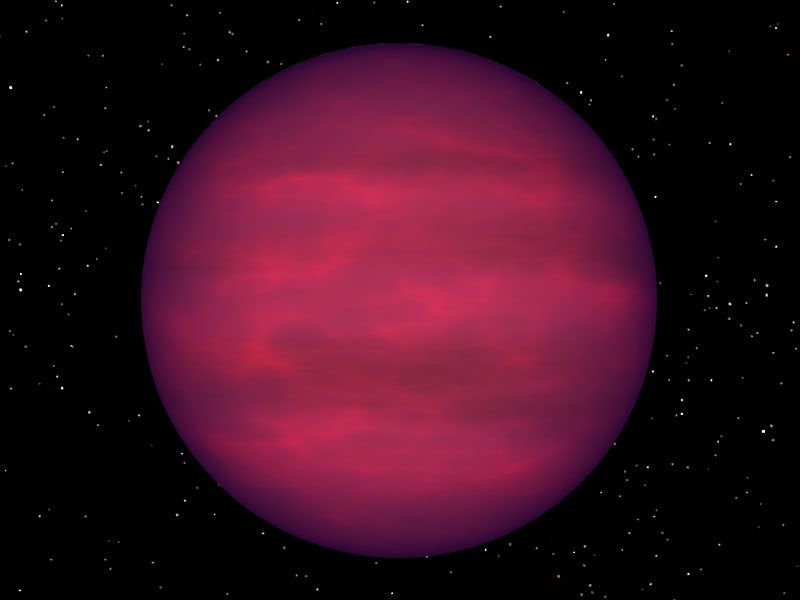
Vue d'artiste d'une naine brune de type « T ».

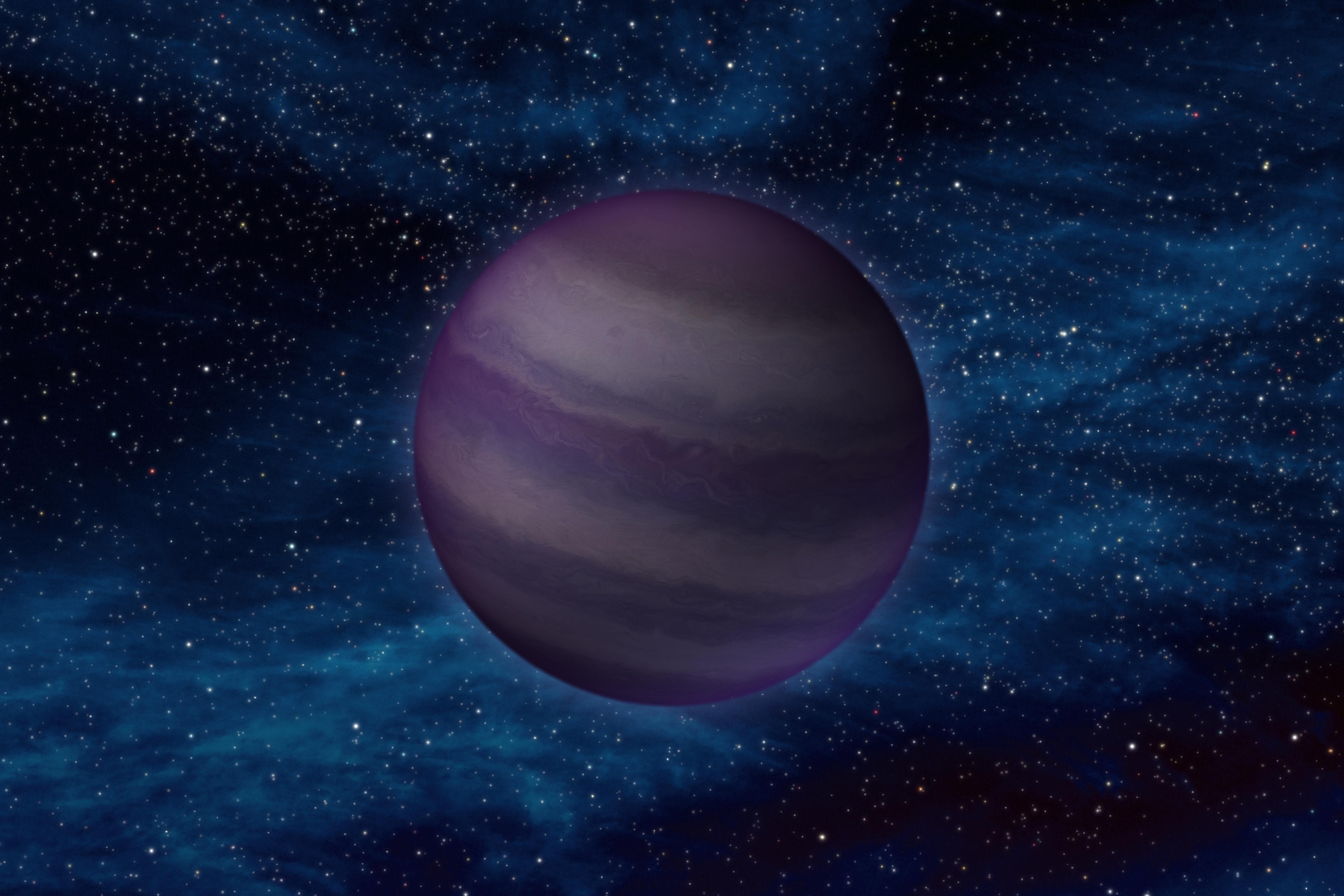
Vue d'artiste d'une naine brune de type « Y ».

Les naines brunes se subdivisent en plusieurs types spectraux :
- Naines M : type spectral des naines brunes les plus chaudes et des étoiles de très faible masse, les naines rouges.
- Naines L : on connait quelques centaines de naines L, celles-ci présentent des signatures spectroscopiques de grains de poussière dans leur atmosphère et semblent y avoir un cycle de la pluie avec leurs grains de poussière (oxydes métalliques).
- Naines T : leur température de surface est inférieure à 1 200 K. On connait environ 60 naines T (novembre 2005), dont la plupart sont dans le voisinage immédiat du Soleil. Les naines T possèdent de fortes signatures spectroscopiques du méthane et du monoxyde de carbone. La plus froide naine T connue a une température de 750 K (~480 °C).
- Naines Y : elles présentent une température (de surface) de l'ordre de 500 K (~230 °C) et les signatures spectroscopiques de l'ammoniac. La première naine Y (CFBDS0059) a été observée en 2008 à l'aide du télescope Canada-France-Hawaï (CFHT). La naine brune Y la plus froide connue, WISE 0855–0714, possède une température de surface comprise entre 225 et 260 K[9] (entre -48 et -13°C).

## Naines brunes surmassives
Selon John C. Forbes et Abraham Loeb, il pourrait exister des naines brunes dont la masse serait supérieure à la masse minimale pour la fusion de l'hydrogène. Ces objets sont qualifiés de naines brunes surmassives (en anglais overmassive brown dwarfs).

## Naines brunes remarquables
- Teide 1, la première naine brune observée en 1995.
- Gliese 229 B, beaucoup moins massive, découverte peu de temps après, en 1995.
- WISE J085510.74-071442.5, située à 7,2 années-lumière du Soleil, aurait la température de surface la plus basse connue (entre -48 et -13 °C).
- WISE 1828+2650, située à une quarantaine d'années-lumière du Soleil, a elle aussi une température de surface particulièrement froide (environ 30 °C)[11].
- 2M1207 a une planète en orbite
- Gliese 22 C
- HR 5568 D
- CFBDSIR 1458+10A et CFBDSIR 1458+10B : situées à 75 années-lumière de notre système, découvertes par le travail d'astronomes internationaux sur les télescopes Keck, CFHT et le Very Large Telescope (VLT), l'une des deux possède une température très basse : 100 °C[12].
- Mayrit 1701117, première naine brune qui émet un jet de matière (jets de Herbig-Haro) d'une longueur de 0,7 année-lumière[13].